# Leptotyphlops sundewalli
Leptotyphlops sundewalli är en kräldjursart som beskrevs av  Jan 1862. Leptotyphlops sundewalli ingår i släktet Leptotyphlops och familjen Leptotyphlopidae.

## Underarter
Arten delas in i följande underarter:
- L. s. sundewalli
- L. s. gestri